# تميم البرغوثي
تميم مريد البرغوثي (مواليد 13 يونيو 1977) شاعر فلسطيني وأستاذ للعلوم السياسية، وهو من قرية دير غسانة، حصل على شهادة الدكتوراه في العلوم السياسية من جامعة بوسطن عام 2004. نشأ في أسرة تهتم بالأدب العربي فوالده الشاعر الفلسطيني مريد البرغوثي ووالدته الروائية المصرية رضوى عاشور.

## النشأة والتعليم
ولد تميم برغوثي في القاهرة في تاريخ 13 يونيو 1977. والده الشاعر الفلسطيني مريد البرغوثي ووالدته الروائية المصرية رضوى عاشور. في ذلك العام، بدأت عملية السلام المصرية الإسرائيلية بزيارة الرئيس المصري آنذاك أنور السادات إلى القدس، تم على إثرها نفي عدد من الشخصيات الفلسطينية العامّة ممن كانوا يقيمون في مصر ومن ضمنهم الشاعر مريد البرغوثي الذي كان يعمل في إذاعة صوت فلسطين، وهي إذاعة المقاومة الفلسطينية آنذاك؛ أذاع مريد بياناً أدان فيه زيارة السادات للقدس.
عرف تميم البرغوثي الوقائع السياسية في العالم العربي ومدى تأثيرها على الحياة الشخصية منذ سنوات عمره الأولى وقد أكمل دراسته الأساسية والثانوية في مصر حيث قرر والداه أن يتربى في بلد عربي على الرغم من منع أبيه من الإقامة في البلاد.
حصل تميم البرغوثي على شهادة البكالوريوس في العلوم السياسية من كلية الاقتصاد والعلوم السياسية في جامعة القاهرة، والماجستير في العلاقات الدولية والنظرية السياسية من الجامعة الأمريكية في القاهرة، ثم شهادة الدكتوراة في العلوم السياسية من جامعة بوسطن في الولايات المتحدة الأمريكية.
كتب تميم البرغوثي أول نصٍ له، وأسماه قصيدة، في سن السادسة، وأول نصٍ شعريٍ مضمّن في كتاب له كان في سن الثامنة.
في عام 1998، تمكن البرغوثي من العودة إلى فلسطين للمرة الأولى، وأقام أول أمسية شعرية له في فلسطين في ساحة قريبة من قريته دير غسانة، قضاء رام الله في الضفة الغربية؛ وفي رام الله كتب أول مجموعة شعرية أسماها «ميجنا» باللهجة الفلسطينية العامية، وصدرت عن بيت الشعر الفلسطيني عام 1999، في العام التالي صدرت مجموعته الشعرية الثانية «المنظر» باللهجة المصرية العامية عن دار الشروق في القاهرة، وكان أول ظهور جماهيري له في مصر في معرض القاهرة الدولي للكتاب في ذلك العام.
عشية الغزو الأمريكي للعراق عام 2003، اضطر تميم البرغوثي لمغادرة مصر بسبب معارضته للغزو وموقف الحكومة المصرية تجاهه واتهامه بتنظيم مظاهرات جامعته المناهضة للغزو الأمريكي للعراق، أثمرت هذه التجربة عن عملين ساهما في لفت الأنظار إلى تجربته الأدبية في مصر والعالم العربي، الأول «قالولي بتحب مصر» والذي كُتب باللهجة المصرية العاميّة، أما الثاني فهو قصيدة طويلة صدرت في كتابٍ مستقلٍ بعنوان «مقام عراق» وهي باللغة العربية الفصحى؛ تلقّى العملان صدىً كبيراً طيّباً، فبالإضافة لضغط عددٍ من الأدباء والكتاب المصريين في جرائد كأخبار الأدب والأهرام وضغط أساتذته وزملائه في جامعة القاهرة والجامعة الأمريكية وجامعة بوسطن ساهمت قصيدته في عودته إلى مصر. أما كتاب «مقام عراق» فقد أُلقي كاملاً في أمسية أقيمت في القاهرة احتفالاً بعودته. وقد وصفته جريدة الأهرام المصرية بكونه «كتاباً مختلفاً عن كل ما كتبه البرغوثي من قبل، بل ربما هو كتاب مختلف عن كل ما كُتب بالعربية، مزيج من التقنيات التي وجدها الشعار ضرورية لحفظ ثقافة كلّ ما فيها مهدد» وقد صدر الكتابان بعد كتابتهما بسنتين عام 2005 عن دار الشروق في القاهرة.
بعد حصوله على الدكتوراة عام 2004، عمل البرغوثي في قسم الشؤون السياسية بالأمانة العامة للأمم المتحدة، لجنة الحقوق الثابتة للشعب الفلسطيني، وعاد عام 2004 للعمل أستاذاً للعلوم السياسية في الجامعة الأمريكية بالقاهرة، إلا أن السلطات المصرية امتنعت عن إصدار تصريح عمل له في مصر بصفته أجنبيّاً، على الرغم من حقه في الجنسية المصرية عن طريق والدته، ما اضطره إلى مغادرة البلاد مرّة أخرى ملتحقاً ببعثة الأمم المتحدة في السودان، ثم عمل في ألمانيا باحثاً في معهد برلين للدراسات المتقدمة، ثم في واشنطن أستاذاً للعلوم السياسية في جامعة جورج تاون حتى عام 2011.
في يومي الثلاثاء والأربعاء، 25 و26 يناير عام 2011 كتب البرغوثي قصيدة «يا مصر هانت وبانت كلها كام يوم» وأذيعت على قناة الجزيرة مباشر يوم الخميس 27 يناير قبل جمعة الغضب، ورغم قطع السلطات المصرية آنذاك الاتصالات والإنترنت ومنعها بث قناة الجزيرة في البلاد، إلا أن المعتصمين في ميدان التحرير بالقاهرة استطاعوا أن يلتقطوا البث وأن يذيعوا أخبار القناة بما فيها القصيدة على شاشات مصنوعة من الملاءات وأقمشة اللافتات، وقد أعيد إذاعة القصيدة مراراً أثناء الاعتصام الذي امتد ثمانية عشر يوماً، وقد سمعها الملحن مصطفى سعيد، وكان من بين المعتصمين، فقام بتلحينها وغنائها في الميدان يوم 4 فبراير، وقد ارتبط تميم البرغوثي كغيره من أهل البلاد بثورة 25 يناير وما تبعها.
بين عامي 2011 و2014، عمل تميم البرغوثي استشاريّاً للجنة الأمم المتحدة الاقتصادية والاجتماعية لغرب آسيا، وقاد مجموعة بحثية لإصدار تقرير عن مستقبل العالم العربي حتى عام 2030.
في عام 2015، التحق بالعمل الدبلوماسي الدائم في اللجنة مساعداً للأمين التنفيذي ووكيلًا للأمين العام للأمم المتحدة، وله عمود أسبوعي في جريدة الشروق المصرية من 2010 حتى 2014، وفي جريدة العربي اليوم وموقع عربي21 منذ 2015.

## حياته العلمية
- حاصل على الدكتوراه في العلوم السياسية من جامعة بوسطن بالولايات المتحدة الأمريكية عام 2004م.
- عمل أستاذاً مساعداً للعلوم السياسية بالجامعة الأمريكية بالقاهرة.
- محاضر في جامعة برلين الحرة.
- عمل بقسم الشؤون السياسية بالأمانة العامة للأمم المتحدة في نيويورك.
- عمل في بعثة الأمم المتحدة بالسودان.
- باحث في العلوم السياسية بمعهد برلين للدراسات المتقدمة.
- أستاذ مساعد زائر للعلوم السياسية في جامعة جورجتاون بواشنطن.
- استشاري بلجنة الأمم المتحدة الاقتصادية والاجتماعية لغرب آسيا.

## كتبه في النظرية السياسيّة
- الوطنية الأليفة: الوفد وبناء الدولة الوطنية في ظل الاستعمار صدر عن دار الكتب والوثائق القومية بالقاهرة، عام 2007م.
- الأمة والدولة: الدولة الوطنية والشرق الأوسط العربي، باللغة الإنجليزية، صدر عن دار بلوتو للنشر بلندن عام 2008.
- «حرب فسلام فحرب أهلية»: فصل في كتاب «فلسطين والفلسطينيون» باللغة الإنجليزية صدر بمنشورات جامعة إنديانا، بلومنغتون، الولايات المتحدة الأمريكية عام 2013.
- دولة ما بعد الاستعمار: الحل الوسط المستحيل، «فصل في دائرة معارف أوكسفورد عن الإسلام والسياسية» باللغة الإنجليزية، صدرت عن منشورات جامعة أوكسفورد، أوكسفورد، المملكة المتحدة، عام 2014م.
- القدور المشققة: فشل الدولة في العالم العربي «فصل في كتاب الرمال المتحركة: تهاوي النظام القديم في الشرق الأوسط»، صدر عن دار بروفايل، لندن، عام 2015.

## دواوينه
دواوينه المطبوعة هي:
- ميجنا، عن بيت الشعر الفلسطيني برام الله عام 1999 وهو ديوان منشور باللهجة الفلسطينية.
- المنظر، عن دار الشروق بالقاهرة عام 2002 وهو ديوان منشور باللهجة المصرية.
- قالوا لي بتحب مصر قلت مش عارف، عن دار الشروق في القاهرة عام 2005 وهو ديوان منشور باللهجة المصرية.
- مقام عراق، عن دار أطلس للنشر في القاهرة عام 2005 وهو ديوان منشور بالعربية الفصحى.
- في القدس، عن دار الشروق في القاهرة عام 2009 وهو ديوان منشور بالعربية الفصحى.
- يا مصر هانت وبانت عن دار الشروق في القاهرة عام 2012 بالعامية المصرية.

## قصائده
- في القدس
- قفي ساعةً يفديكِ قَوْلي وقائِلُهْ
- حديث الكساء
- الحمامة والعنكبوت
- معين الدمع
- إن سارَ أهلي فالدّهر يتّبعُ
- الدبابة
- الثورة
- اعقل بكثير
- يناير
- عمك التاريخ
- أيها الناس
- شارع المعز
- ستون عاما
- ياهيبة العرش
- ما اشبه الليلة بالبارحة
- بيان عسكري
- عبث
- الديك والبيضة
- العصيان
- الغارة
- الكهنة والملوك والآلهة
- سلام
- ستي أم عطا
- لا شيء جذريا
- الضيم جنسية
- في القدس من في القدس إلا أنت
- يا مدرك الثارات
- البُردة
- بحور خيام
- ملحمة گلگامش

## وصلات خارجية
- تميم البرغوثي على موقع بوابة الشعراء
- تميم البرغوثي على موقع موسوعة الديوان الشعرية
- تميم البرغوثي على موقع أرشيف الشارخ.